# Mariano Roque Alonso (Paraguai)
Mariano Roque Alonso é uma cidade e distrito do Paraguai, Departamento Central.

## Desporto
A cidade possui um clube filiado a Asociación Paraguaya de Fútbol, o Deportivo Humaitá[carece de fontes?]

## Transporte
O município de Mariano Roque Alonso é servido pelas seguintes rodovias:
- Caminho em pavimento ligando a cidade ao município de Luque
- Ruta 03, que liga a cidade de Assunção ao município de Bella Vista Norte (Departamento de Amambay).
- Ruta 09, que liga a cidade de Assunção a Ruta 06 da Bolívia (Boyuibe, Santa Cruz)[1][2][3]